# Epidendrum paucifolium
Epidendrum paucifolium är en orkidéart som beskrevs av Rudolf Schlechter. Epidendrum paucifolium ingår i släktet Epidendrum och familjen orkidéer. Inga underarter finns listade i Catalogue of Life.